# Inde aux Jeux olympiques d'été de 2016
L'Inde participe aux Jeux olympiques d'été de 2016 à Rio de Janeiro au Brésil du 5 au 21 août. Il s'agit de sa 24e participation à des Jeux d'été où elle envoie une délégation de 117 sportifs, la plus importante à ce jour. Les deux médailles qu'elle y remporte lui sont apportées par deux sportives : une médaille d'argent par la badiste Pusarla Venkata Sindhu et une médaille de bronze par la lutteuse Sakshi Malik.

## Athlètes en compétition

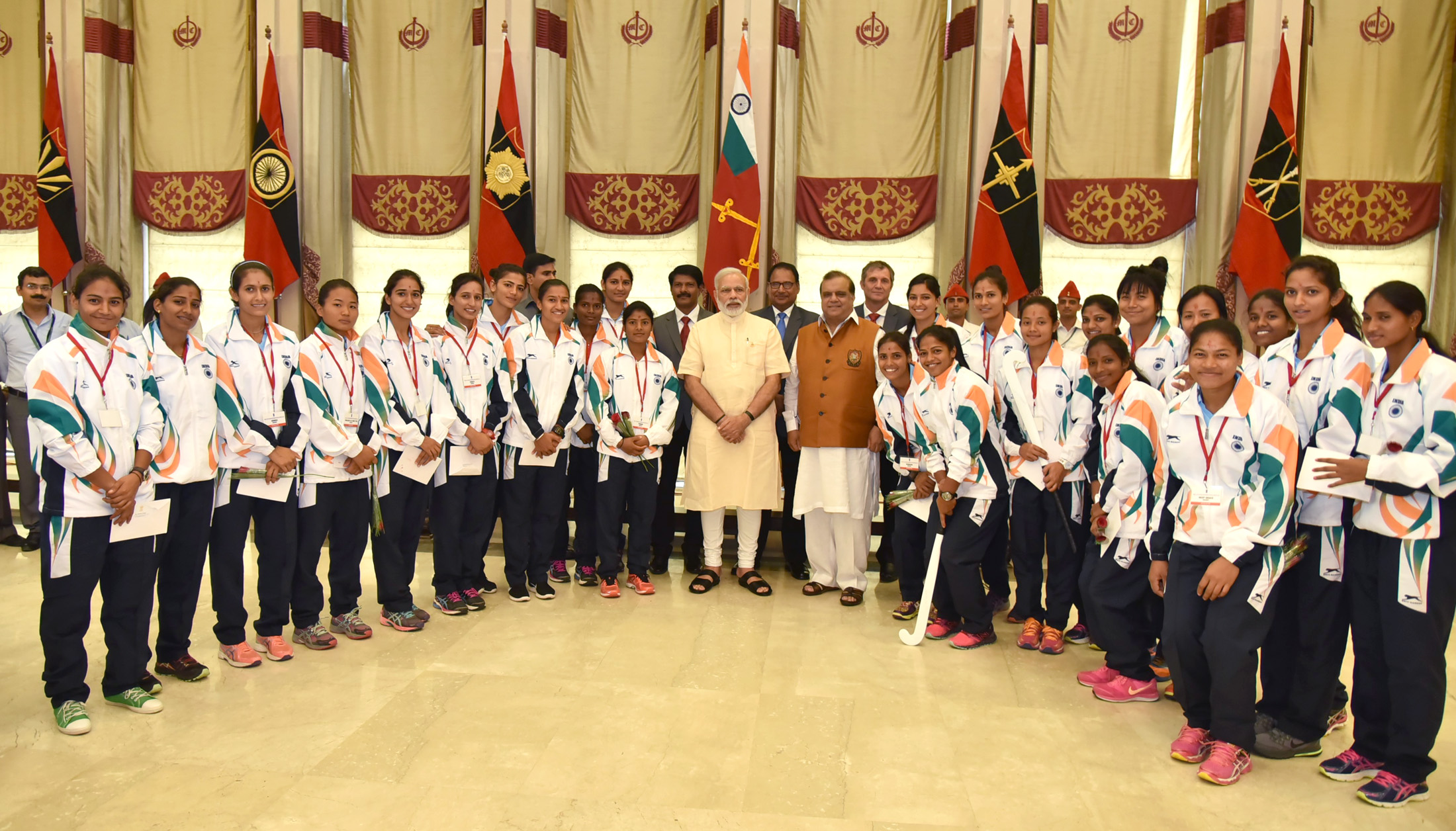
Une partie de la délégation olympique indienne autour du premier ministre Narendra Modi le 4 juillet 2016.

La délégation indienne se compose de 124 athlètes concourant dans 66 épreuves pour 15 disciplines sportives.
C'est la délégation la plus nombreuse que l'Inde ait envoyée aux Jeux olympiques. Elle reste cependant de taille modeste au regard du poids démographique du pays, la Chine, à peine plus peuplée, envoyant 416 sportifs. Certains responsables et athlètes attribuent les médiocres résultats indiens à la faiblesse des équipements. À titre d'exemple, ils citent les 1 300 terrains synthétiques de hockey des Pays-Bas comparés aux 87 d'Inde alors que le hockey sur gazon fut longtemps la discipline phare des Indiens qui y ont récolté plus de dix médailles mais plus aucune depuis 1980.
À quelques jours du début des Jeux, l'Agence antidopage indienne (NADA) révèle que les analyses des échantillons de trois sportifs sont positifs. Le coureur de 200 m Dharambir Singh et le lanceur de poids Inderjeet Singh ne participent pas aux Jeux,. Tandis que la NADA blanchit le lutteur Narsingh Pancham Yadav, l'Agence mondiale fait appel de cette décision.
| Sport            | Femmes | Hommes | Épreuves |
| ---------------- | ------ | ------ | -------- |
| Athlétisme       | 17     | 17     | 19       |
| Aviron           | 0      | 1      | 1        |
| Badminton        | 4      | 3      | 4        |
| Boxe             | 0      | 3      | 3        |
| Golf             | 1      | 2      | 2        |
| Gymnastique      | 1      | 0      | 5        |
| Haltérophilie    | 1      | 1      | 2        |
| Hockey sur gazon | 16     | 16     | 2        |
| Judo             | 0      | 1      | 1        |
| Lutte            | 3      | 4      | 7        |
| Natation         | 1      | 1      | 2        |
| Tennis           | 2      | 2      | 3        |
| Tennis de table  | 2      | 2      | 2        |
| Tir              | 3      | 9      | 11       |
| Tir à l'arc      | 3      | 1      | 3        |
| 15 sports        | 54     | 63     | 67       |

## Médaillées
| Medaille | Nom                    | Sport     | Compétition                           | Date         |
| -------- | ---------------------- | --------- | ------------------------------------- | ------------ |
| Argent   | Pusarla Venkata Sindhu | Badminton | Simple dames                          | 19 août 2016 |
| Bronze   | Sakshi Malik           | Lutte     | Lutte libre féminine - moins de 58 kg | 17 août 2016 |

## Athlétisme
Les sportifs indiens qualifiés aux épreuves d'athlétisme sont au nombre de 36 : 17 femmes et 19 hommes. Cette délégation est nettement plus importante que celles des éditions précédentes, en effet elle compte 11 femmes et 11 hommes de plus qu'en 2012.
Les compétitions d'athlétisme se déroulent du 12 au 21 août 2016. Les épreuves sur piste se disputent dans le stade olympique Nilton-Santos tandis que les épreuves sur route ont lieu dans les rues de Rio de Janeiro : le départ et l'arrivée des marathons se font sur le sambodrome Marquês-de-Sapucaí et les épreuves de marche se déroulent le long de la plage du Pontal, au Recreio dos Bandeirantes.

### Courses
Femmes
| Athlète                                                                                      | Épreuve                | Séries        | Séries | Quarts de finale | Quarts de finale | Demi-finales | Demi-finales | Finale          | Finale  |
| Athlète                                                                                      | Épreuve                | Temps         | Rang   | Temps            | Rang             | Temps        | Rang         | Temps           | Rang    |
| -------------------------------------------------------------------------------------------- | ---------------------- | ------------- | ------ | ---------------- | ---------------- | ------------ | ------------ | --------------- | ------- |
| Dutee Chand                                                                                  | 100 mètres             | 11 s 69       | 7      | NC               | NC               | -            | -            | -               | -       |
| Srabani Nanda                                                                                | 200 mètres             | 23 s 58       | 6      | NC               | NC               | -            | -            | -               | -       |
| Nirmala Sheoran                                                                              | 400 mètres             | 53 s 03       | 6      | NC               | NC               | -            | -            | -               | -       |
| Tintu Luka                                                                                   | 800 mètres             | 2 min 00 s 58 | 6      | NC               | NC               | -            | -            | -               | -       |
| Lalita Babar                                                                                 | 3 000 m steeple femmes | 9 min 19 s 76 | 4      | NC               | NC               | NC           | NC           | 9 min 22 s 74   | 10      |
| Sudha Singh                                                                                  | 3 000 m steeple femmes | 9 min 43 s 29 | 9      | NC               | NC               | NC           | NC           | -               | -       |
| Ashwini Akkunji Debashree Majumdar Jisna Mathew M. R. Poovamma Nirmala Sheoran Anilda Thomas | Relais 4 x 400 m       | 3 min 29 s 53 | 7      | NC               | NC               | NC           | NC           | -               | -       |
| O. P. Jaisha                                                                                 | Marathon               | NC            | NC     | NC               | NC               | NC           | NC           | 2 h 47 min 19 s | 89      |
| Kavita Raut                                                                                  | Marathon               | NC            | NC     | NC               | NC               | NC           | NC           | 2 h 59 min 29 s | 120     |
| Khushbir Kaur                                                                                | 20 km marche           | NC            | NC     | NC               | NC               | NC           | NC           | 1 h 40 min 33 s | 54      |
| Sapna Punia                                                                                  | 20 km marche           | NC            | NC     | NC               | NC               | NC           | NC           | Abandon         | Abandon |

Hommes
| Athlète                                                                           | Épreuve          | Séries        | Séries | Demi-finales | Demi-finales | Finale          | Finale |
| Athlète                                                                           | Épreuve          | Temps         | Rang   | Temps        | Rang         | Temps           | Rang   |
| --------------------------------------------------------------------------------- | ---------------- | ------------- | ------ | ------------ | ------------ | --------------- | ------ |
| Mohammad Anas                                                                     | 400 m            | 45 s 95       | 6      | -            | -            | -               | -      |
| Jinson Johnson                                                                    | 800 m            | 1 min 47 s 27 | 5      | -            | -            | -               | -      |
| Mohammad Anas Ayyasamy Dharun Mohan Kumar Sumit Kumar Mohammed Kunhi Arokia Rajiv | Relais 4 x 400 m | DSQ           | DSQ    | NC           | NC           | -               | -      |
| Thonakal Gopi                                                                     | Marathon         | NC            | NC     | NC           | NC           | 2 h 15 min 25 s | 25     |
| Kheta Ram                                                                         | Marathon         | NC            | NC     | NC           | NC           | 2 h 15 min 26 s | 26     |
| Nitender Singh Rawat                                                              | Marathon         | NC            | NC     | NC           | NC           | 2 h 22 min 52 s | 84     |
| Manish Singh                                                                      | 20 km marche     | NC            | NC     | NC           | NC           | 1 h 21 min 13 s | 13     |
| Gurmeet Singh                                                                     | 20 km marche     | NC            | NC     | NC           | NC           | DSQ             | DSQ    |
| Ganapathi Krishnan                                                                | 20 km marche     | NC            | NC     | NC           | NC           | DSQ             | DSQ    |
| Sandeep Kumar                                                                     | 50 km marche     | NC            | NC     | NC           | NC           | 4 h 07 min 55 s | 35     |

### Concours
Femmes
| Athlète       | Épreuve          | Qualification | Qualification | Finale      | Finale |
| Athlète       | Épreuve          | Performance   | Rang          | Performance | Rang   |
| ------------- | ---------------- | ------------- | ------------- | ----------- | ------ |
| Manpreet Kaur | Lancer du poids  | 17,06 m       | 23            | -           | -      |
| Seema Antil   | Lancer du disque | 57,58 m       | 20            | -           | -      |

Hommes
| Athlète            | Épreuve          | Qualification | Qualification | Finale      | Finale |
| Athlète            | Épreuve          | Performance   | Rang          | Performance | Rang   |
| ------------------ | ---------------- | ------------- | ------------- | ----------- | ------ |
| Ankit Sharma       | Saut en longueur | 7,67 m        | 24            | -           | -      |
| Renjith Maheshwary | Triple saut      | 16,13 m       | 30            | -           | -      |
| Vikas Gowda        | Lancer du disque | 58,99 m       | 28            | -           | -      |

## Aviron
L'Inde qualifie un bateau et un rameur en skiff (single sculls) aux Régates de qualification - Asie et Océanie à Chungju (Corée du Sud).
Les épreuves d'aviron ont lieu du 6 au 13 août 2016 sur la Lagune Rodrigo de Freitas située au sud de Rio.
Légende: FA = finale A (médaille) ; FB = finale B (pas de médaille) ; FC = finale C (pas de médaille) ; FD = finale D (pas de médaille) ; FE = finale E (pas de médaille) ; FF = finale F (pas de médaille) ; SA/B = demi-finales A/B ; SC/D = demi-finales C/D ; SE/F = demi-finales E/F ; QF = quarts de finale; R= repêchage
| Athlète              | Épreuve      | Séries        | Séries | Repêchage | Repêchage | Quarts de finale | Quarts de finale | Demi-finales  | Demi-finales | Finale        | Finale | Classement |
| Athlète              | Épreuve      | Temps         | Rang   | Temps     | Rang      | Temps            | Rang             | Temps         | Rang         | Temps         | Rang   | Rang       |
| -------------------- | ------------ | ------------- | ------ | --------- | --------- | ---------------- | ---------------- | ------------- | ------------ | ------------- | ------ | ---------- |
| Dattu Baban Bhokanal | Skiff hommes | 7 min 21 s 67 | 3 QF   | exempté   | exempté   | 6 min 59 s 89    | 4 SC/D           | 7 min 19 s 02 | 2 FC         | 6 min 54 s 96 | 1      | 13         |

## Badminton
L'Inde qualifie sept joueurs (4 femmes et 3 hommes) à partir du classement établi du 4 mai 2015 au 1er mai 2016 par la Fédération internationale de badminton.
Les épreuves se déroulent du 11 au 20 août au pavillon 4 du Riocentro à Rio.
Femmes
| Athlète                      | Compétition  | Phase de groupes                               | Phase de groupes                               | Phase de groupes                                      | Phase de groupes | 1/8e de finale       | Quarts de finale      | Demi-finales             | Finale                               | Finale     |
| Athlète                      | Compétition  | Adversaire Score                               | Adversaire Score                               | Adversaire Score                                      | Rang             | Adversaire Score     | Adversaire Score      | Adversaire Score         | Adversaire Score                     | Rang       |
| ---------------------------- | ------------ | ---------------------------------------------- | ---------------------------------------------- | ----------------------------------------------------- | ---------------- | -------------------- | --------------------- | ------------------------ | ------------------------------------ | ---------- |
| Saina Nehwal                 | Simple dames | bat Vicente 21-17, 21-17                       | battue par Ulitina 18-21, 19-21                | NC                                                    | 2e Gr. G         | Éliminée             | Éliminée              | Éliminée                 | Éliminée                             | Éliminée   |
| Pusarla Venkata Sindhu       | Simple dames | bat Sárosi 21-8, 21-9                          | bat Li 19-21, 21-15, 21-17                     | NC                                                    | 1re Gr. M        | bat Tai 21-13, 21-15 | bat Wang 22-20, 21-19 | bat Okuhara 21-19, 21-10 | battue par Marín 21-19, 12-21, 15-21 | · 2e place |
| Jwala Gutta Ashwini Ponnappa | Double dames | battues par Matsutomo / Takahashi 15-21, 10-21 | battues par Muskens / Piek 16-21, 21-16, 17-21 | battues par Supajirakul / Taerattanachai 17-21, 17-21 | 4e Gr. A         | NC                   | Éliminées             | Éliminées                | Éliminées                            | Éliminées  |

Hommes
| Athlète                     | Compétition   | Phase de groupes                          | Phase de groupes                    | Phase de groupes                     | Phase de groupes | 1/8e de finale             | Quarts de finale                 | Demi-finales     | Finale           | Finale   |
| Athlète                     | Compétition   | Adversaire Score                          | Adversaire Score                    | Adversaire Score                     | Rang             | Adversaire Score           | Adversaire Score                 | Adversaire Score | Adversaire Score | Rang     |
| --------------------------- | ------------- | ----------------------------------------- | ----------------------------------- | ------------------------------------ | ---------------- | -------------------------- | -------------------------------- | ---------------- | ---------------- | -------- |
| Srikanth Kidambi            | Simple hommes | bat Muñoz 21-11, 21-17                    | bat Hurskainen 21-6, 21-18          | NC                                   | 1er Gr. H        | bat Jørgensen 21-19, 21-19 | battu par Lin 6-21, 21-11, 18-21 | Éliminé          | Éliminé          | Éliminé  |
| Manu Attri B. Sumeeth Reddy | Double hommes | battus par Ahsan / Setiawan 18-21 ; 13-21 | battus par Chai / Hong 13-21, 15-21 | battent Endo / Hayakawa 23-21, 21-11 | 4e Gr. D         | NC                         | Éliminés                         | Éliminés         | Éliminés         | Éliminés |

## Boxe
L'Inde qualifie trois boxeurs pour les compétitions : le premier au Tournoi de qualification olympique continental AIBA 2016 à Qian'an (Chine) et les deux autres au Tournoi de qualification olympique mondial AIBA 2016 à Bakou (Azerbaidjan),.
Les épreuves de boxe ont lieu du 6 au 21 août 2016 au Pavillon 6 du Riocentro à Rio.
Hommes
| Athlète             | Catégorie    | 32e de finale           | 16e de finale               | Quart de finale            | Demi-finale         | Finale              | Finale |
| Athlète             | Catégorie    | Adversaire Résultat     | Adversaire Résultat         | Adversaire Résultat        | Adversaire Résultat | Adversaire Résultat | Rang   |
| ------------------- | ------------ | ----------------------- | --------------------------- | -------------------------- | ------------------- | ------------------- | ------ |
| Shiva Thapa         | Poids coqs   | Ramírez Cuba 0-3        | -                           | -                          | -                   | -                   | -      |
| Manoj Kumar         | Super-légers | Petrauskas Lituanie 2-1 | Gaibnazarov Ouzbékistan 0-3 | -                          | -                   | -                   | -      |
| Vikas Krishan Yadav | Poids moyens | Conwell USA 3-0         | Şipal Turquie 3-0           | Melikuziev Ouzbékistan 0-3 | -                   | -                   | -      |

## Golf
L'Inde qualifie une golfeuse, la jeune Aditi Ashok (18 ans), et deux golfeurs, Anirban Lahiri et Shiv Chawrasia, issus du classement de la Fédération internationale de golf.
Les épreuves de golf, discipline qui réintègre les Jeux olympiques après plus d'un siècle d'absence, se déroulent sur le nouveau green Reserva de Marapendi situé dans la zone de Barra da Tijuca, à l'ouest de Rio. Le tournoi masculin a lieu du 11 au 14 août et le tournoi féminin du 17 au 20 août 2016.
Tournoi féminin
| Athlète     | Jour 1 | Jour 2 | Jour 3 | Jour 4 | Total | Total | Total |
| Athlète     | Score  | Score  | Score  | Score  | Score | Par   | Rang  |
| ----------- | ------ | ------ | ------ | ------ | ----- | ----- | ----- |
| Aditi Ashok | 68     | 68     | 79     | 76     | 291   | +7    | 41    |

Tournoi masculin
| Athlète        | Jour 1 | Jour 2 | Jour 3 | Jour 4 | Total | Total | Total |
| Athlète        | Score  | Score  | Score  | Score  | Score | Par   | Rang  |
| -------------- | ------ | ------ | ------ | ------ | ----- | ----- | ----- |
| Shiv Chawrasia | 71     | 71     | 69     | 78     | 299   | +5    | 50    |
| Anirban Lahiri | 74     | 73     | 75     | 72     | 294   | +10   | 57    |

## Gymnastique
Gymnastique artistique féminine
L'Inde qualifie une gymnaste lors du Test Event en avril 2016. L'Inde n'avait pas été représentée en gymnastique artistique aux Jeux olympiques depuis 1964 et c'est la première fois qu'une Indienne y est sélectionnée.
Les compétitions de gymnastique artistique sont organisées du 6 au 16 août à la HSBC Arena de Rio.
| Athlète       | Compétition                 | Qualification | Qualification | Qualification | Qualification | Qualification | Qualification | Finale   | Finale   | Finale   | Finale   | Finale | Finale |
| Athlète       | Compétition                 | Appareil      | Appareil      | Appareil      | Appareil      | Total         | Rang          | Appareil | Appareil | Appareil | Appareil | Total  | Rang   |
| Athlète       | Compétition                 | SC            | BA            | P             | S             | Total         | Rang          | SC       | BA       | P        | S        | Total  | Rang   |
| ------------- | --------------------------- | ------------- | ------------- | ------------- | ------------- | ------------- | ------------- | -------- | -------- | -------- | -------- | ------ | ------ |
| Dipa Karmakar | Concours général individuel | 15,100        | 11,666        | 12,866        | 12,033        | 51,665        | 51            | -        | -        | -        | -        | -      | -      |
| Dipa Karmakar | Saut de cheval              | 15,100        | -             | -             | -             | 15,100        | 8             | 15,066   | -        | -        | -        | 15,066 | 4      |

## Haltérophilie
L'Inde qualifie une femme et un homme en haltérophilie au cours des Championnats asiatiques d'haltérophilie en avril 2016 à Tachkent (Ouzbékistan),.
Les épreuves, où s'affrontent 260 sportifs, se déroulent du 6 au 16 août au Riocentro à Rio.
Femmes
| Athlète               | Compétition | Date   | Arraché  | Arraché | Épaulé-jeté | Épaulé-jeté | Total | Rang |
| Athlète               | Compétition | Date   | Résultat | Rang    | Résultat    | Rang        | Total | Rang |
| --------------------- | ----------- | ------ | -------- | ------- | ----------- | ----------- | ----- | ---- |
| Saikhom Mirabai Chanu | -48 kg      | 6 août | 82 kg    | 6       | NA          | -           | -     | -    |

Hommes
| Athlète            | Compétition | Date    | Arraché  | Arraché | Épaulé-jeté | Épaulé-jeté | Total | Rang |
| Athlète            | Compétition | Date    | Résultat | Rang    | Résultat    | Rang        | Total | Rang |
| ------------------ | ----------- | ------- | -------- | ------- | ----------- | ----------- | ----- | ---- |
| Sathish Sivalingam | -77 kg      | 10 août | 148      | 12      | 181         | 11          | 329   | 11   |

## Hockey sur gazon
Les tournois féminin et masculin de hockey sur gazon se tiennent au Centre olympique de hockey à Rio du 6 au 19 août 2016.

### Tournoi féminin
Après une absence de 36 ans, l'équipe d'Inde de hockey sur gazon féminin gagne sa place pour les Jeux via la Ligue mondiale de hockey sur gazon féminin 2014-2015. L'équipe indienne joue dans la poule B ainsi que l'Argentine, l'Australie, les États-Unis, la Grande-Bretagne et le Japon.
Classée dernière de sa poule avec quatre défaites et un match nul, elle n'accède pas aux quarts de finale.
Composition
L'entraineur de l'équipe féminine est Neil Hawgood.
- Savita Punia (gardienne)
- Deep Grace Ekka
- Deepika Thakur
- Namita Toppo
- Sunita Lakra
- Sushila Chanu (capitaine)
- Lilima Minz
- Renuka Yadav
- Nikki Pradhan
- Monika Malik
- Navjot Kaur
- Anuradha Devi
- Poonam Rani
- Vandana Kataria
- Preeti Dubey
- Rani Rampal

Réservistes : Hnialum Lalruatfeli et Rajani Etimarpu
Matchs
- Inde 2–2 Japon : 7 août 2016, 11 h 00
- Inde 0–3 Grande-Bretagne : 8 août 2016, 18 h 00
- Inde 1–6 Australie : 10 août 2016, 11 h 00
- Inde 0–3 États-Unis : 11 août 2016, 19 h 30
- Inde 0–5 Argentine : 13 août 2016, 10 h 00

Classement de la poule B
| Équipes         | PJ | V | N | D | BP | +/- | Pts | Qualification   |
| --------------- | -- | - | - | - | -- | --- | --- | --------------- |
| Grande-Bretagne | 5  | 5 | - | - | 12 | 8   | 15  | Quart de finale |
| États-Unis      | 5  | 4 | - | 1 | 14 | 9   | 12  | Quart de finale |
| Australie       | 5  | 3 | - | 2 | 11 | 6   | 9   | Quart de finale |
| Argentine       | 5  | 2 | - | 3 | 12 | 6   | 6   | Quart de finale |
| Japon           | 5  | - | 1 | 4 | 3  | -13 | 1   | Non qualifiée   |
| Inde            | 5  | - | 1 | 4 | 3  | -16 | 1   | Non qualifiée   |

### Tournoi masculin
L'équipe d'Inde de hockey sur gazon gagne sa place pour les Jeux en tant que vainqueur des Jeux asiatiques de 2014. Elle joue dans la poule B ainsi que l'Allemagne, l'Argentine, le Canada, l'Irlande et les Pays-Bas.
L'équipe indienne se classe à la quatrième place de la poule B avec deux victoires, deux défaites et un match nul. Elle accède aux quarts de finale où elle perd face à l'équipe belge.
Composition
L'entraineur de l'équipe masculine est Roelant Oltmans.
- Surender Kumar
- Danish Mujtaba
- V. R. Raghunath
- Akashdeep Singh
- Chinglensana Singh
- Harmanpreet Singh
- Kothajit Singh
- Manpreet Singh
- Ramandeep Singh
- Rupinder Pal Singh
- Sardara Singh
- P. R. Sreejesh (capitaine et gardien)
- S. V. Sunil
- Nikkin Thimmaiah
- S. K. Uthappa
- Devinder Walmiki

Réservistes : Vikas Dahiya et Pardeep Mor.
Matchs
- Inde 3–2 Irlande : 6 août 2016, 11 h 00
- Inde 1–2 Allemagne : 8 août 2016, 11 h 00
- Inde 2–1 Argentine : 9 août 2016, 11 h 00
- Inde 1–2 Pays-Bas : 11 août 2016, 10 h 00
- Inde 2–2 Canada : 12 août 2016, 12 h 30

Classement de la poule B
| Équipes   | PJ | V | N | D | BP | +/- | Pts | Qualification   |
| --------- | -- | - | - | - | -- | --- | --- | --------------- |
| Allemagne | 5  | 4 | 1 | - | 17 | 7   | 13  | Quart de finale |
| Pays-Bas  | 5  | 3 | 1 | 1 | 18 | 12  | 10  | Quart de finale |
| Argentine | 5  | 2 | 2 | 1 | 14 | 2   | 8   | Quart de finale |
| Inde      | 5  | 2 | 1 | 2 | 9  | 0   | 7   | Quart de finale |
| Irlande   | 5  | 1 | - | 4 | 10 | -6  | 3   | Non qualifiée   |
| Canada    | 5  | - | 1 | 4 | 7  | -15 | 1   | Non qualifiée   |

Quarts de finale
- Inde 1–3 Belgique : 14 août 2016, 12 h 30

## Judo
L'Inde qualifie un judoka dans la catégorie masculine middleweight (> 90 kg). Avtar Singh est sélectionné au titre des places additionnelles pour l'Asie en tant que judoka indien le mieux classé.
Les compétitions, auxquelles prennent part 386 athlètes, se déroulent du 6 au 12 août à la Carioca Arena 2 à l'intérieur du Parc olympique de Barra da Tijuca.
| Athlète     | Compétition    | 1/64 de finale      | 1/32 de finale                    | 1/16 de finale      | Quart de finale     | Demi-finale         | Repêchage           | Finale / MB         | Finale / MB |
| Athlète     | Compétition    | Adversaire Résultat | Adversaire Résultat               | Adversaire Résultat | Adversaire Résultat | Adversaire Résultat | Adversaire Résultat | Adversaire Résultat | Rang        |
| ----------- | -------------- | ------------------- | --------------------------------- | ------------------- | ------------------- | ------------------- | ------------------- | ------------------- | ----------- |
| Avtar Singh | Moins de 90 kg | -                   | Misenga Athlètes réfugiés 000-001 | -                   | -                   | -                   | -                   | -                   | -           |

## Lutte
L'Inde qualifie trois lutteuses et trois lutteurs en lutte libre ainsi que deux lutteurs en lutte gréco-romaine à l'issue des Championnats du monde de lutte en septembre 2015, du Tournoi asiatique de qualification olympique de lutte en mars 2016 et des Tournois mondiaux de qualification olympique de lutte de 2016 à Oulan Bator et Istamboul. De plus, la Fédération internationale des luttes associées accorde deux sélections supplémentaires à l'Inde en mai 2016 à la suite de la découverte de cas de dopage parmi des sportifs retenus.
Cependant, l'Inde est également confrontée au dopage et l'Agence antidopage indienne (NADA) révèle que les analyses des deux échantillons du lutteur Narsingh Pancham Yadav sont positifs. Celui-ci allègue un complot et, bien que dans l'incapacité de le prouver, il est blanchi par la NADA. Cependant, sa participation aux Jeux olympiques restant incertaine, il est provisoirement remplacé par Parveen Rana. Yadav est définitivement exclu des Jeux de Rio après sa suspension pour quatre ans par le Tribunal arbitral du sport.
Les épreuves, où s'affrontent 344 lutteurs, se déroulent à l'Olympic Training Center de Barra da Tijuca, à l'ouest de Rio, du 14 au 21 août 2016.
Lutte libre féminine
| Athlète       | Compétition    | Date    | Qualification       | 1/16 finale             | Quart de finale     | Demi-finale         | Repêchage 1         | Repêchage 2         | Finale / MB                 | Finale / MB        |
| Athlète       | Compétition    | Date    | Adversaire Résultat | Adversaire Résultat     | Adversaire Résultat | Adversaire Résultat | Adversaire Résultat | Adversaire Résultat | Adversaire Résultat         | Rang               |
| ------------- | -------------- | ------- | ------------------- | ----------------------- | ------------------- | ------------------- | ------------------- | ------------------- | --------------------------- | ------------------ |
| Vinesh Phogat | Moins de 48 kg | 17 août | -                   | Vuc Roumanie 4–0        | Sun Yn Chine 1–5    | -                   | -                   | -                   | -                           | 10                 |
| Babita Kumari | Moins de 53 kg | 18 août | -                   | Prevolaraki Grèce 1–3   | -                   | -                   | -                   | -                   | -                           | 13                 |
| Sakshi Malik  | Moins de 58 kg | 17 août | Mattsson Suède 3–1  | Cherdivara Moldavie 3–1 | Koblova Russie 1–3  | -                   | -                   | Orkhon Mongolie 3–1 | Tynybekova Kirghizistan 3–1 | Médaille de bronze |

Lutte libre masculine
| Athlète        | Compétition    | Date    | Qualification             | 1/16 finale         | Quart de finale     | Demi-finale         | Repêchage 1         | Repêchage 2         | Finale / MB         | Finale / MB |
| Athlète        | Compétition    | Date    | Adversaire Résultat       | Adversaire Résultat | Adversaire Résultat | Adversaire Résultat | Adversaire Résultat | Adversaire Résultat | Adversaire Résultat | Rang        |
| -------------- | -------------- | ------- | ------------------------- | ------------------- | ------------------- | ------------------- | ------------------- | ------------------- | ------------------- | ----------- |
| Sandeep Tomar  | Moins de 57 kg | 19 août | -                         | Lebedev Russie 1–3  | -                   | -                   | -                   | -                   | -                   | 15          |
| Yogeshwar Dutt | Moins de 65 kg | 21 août | Mandakhnaran Mongolie 0–3 | -                   | -                   | -                   | -                   | -                   | -                   | 21          |

Lutte gréco-romaine
| Athlète         | Compétition    | Date    | Qualification       | 1/16 finale         | Quart de finale     | Demi-finale         | Repêchage 1         | Repêchage 2         | Finale / MB         | Finale / MB |
| Athlète         | Compétition    | Date    | Adversaire Résultat | Adversaire Résultat | Adversaire Résultat | Adversaire Résultat | Adversaire Résultat | Adversaire Résultat | Adversaire Résultat | Rang        |
| --------------- | -------------- | ------- | ------------------- | ------------------- | ------------------- | ------------------- | ------------------- | ------------------- | ------------------- | ----------- |
| Ravinder Khatri | Moins de 85 kg | 15 août | -                   | Lőrincz Hongrie 0–4 | -                   | -                   | -                   | -                   | -                   | 20          |
| Hardeep Singh   | Moins de 98 kg | 16 août | -                   | İldem Turquie 1–3   | -                   | -                   | -                   | -                   | -                   | 13          |

## Natation
L'Inde qualifie une nageuse et un nageur grâce à une invitation de la Fédération internationale de natation,.
Les épreuves de natation ont lieu du 6 au 16 août 2016 au Centre aquatique olympique et au Fort de Copacabana à Rio.
Femmes
| Athlète         | Compétition      | Date   | Série         | Série | Demi-finale | Demi-finale | Finale | Finale |
| Athlète         | Compétition      | Date   | Temps         | Rang  | Temps       | Rang        | Temps  | Rang   |
| --------------- | ---------------- | ------ | ------------- | ----- | ----------- | ----------- | ------ | ------ |
| Shivani Kataria | 200 m nage libre | 8 août | 2 min 09 s 30 | 41    | -           | -           | -      | -      |

Hommes
| Athlète       | Compétition    | Date   | Série         | Série | Demi-finale | Demi-finale | Finale | Finale |
| Athlète       | Compétition    | Date   | Temps         | Rang  | Temps       | Rang        | Temps  | Rang   |
| ------------- | -------------- | ------ | ------------- | ----- | ----------- | ----------- | ------ | ------ |
| Sajan Prakash | 200 m papillon | 8 août | 1 min 59 s 37 | 28    | -           | -           | -      | -      |

## Tennis
L'Inde qualifie quatre joueurs en vertu des classements ATP et WTA : Sania Mirza (no 1 mondial) associée en double à Prarthana Thombare et Rohan Bopanna (no 10 mondial) associé en double à Leander Paes dont c'est la sixième sélection aux Jeux olympiques,.
Les épreuves de tennis se déroulent du 6 au 14 août 2016 au Centre olympique de tennis de Barra da Tijuca composé d'un stade de 10 000 places et de quatorze courts annexes. La surface utilisée est le dur.
| Athlète                        | Compétition      | 1/32 finale                                 | 1/16 finale                        | Quart de finale              | Demi-finale                             | Finale / MB                            | Finale / MB |
| Athlète                        | Compétition      | Adversaire Résultat                         | Adversaire Résultat                | Adversaire Résultat          | Adversaire Résultat                     | Adversaire Résultat                    | Rang        |
| ------------------------------ | ---------------- | ------------------------------------------- | ---------------------------------- | ---------------------------- | --------------------------------------- | -------------------------------------- | ----------- |
| Sania Mirza Prarthana Thombare | Double dames     | Peng S / Zhang S Chine 6-7(6–7) ; 7-5 ; 5-7 | -                                  | -                            | -                                       | -                                      | -           |
| Rohan Bopanna Leander Paes     | Double messieurs | Kubot / Matkowski Pologne 4-6 ; 6-7(6–7)    | -                                  | -                            | -                                       | -                                      | -           |
| Sania Mirza Rohan Bopanna      | Double mixte     | NC                                          | Stosur / Peers Australie 7–5 ; 6–4 | Watson / Murray GB 6–4 ; 6–4 | V Williams / Ram USA 6–2 ; 2–6 ; [3–10] | Hradecká / Štěpánek Tchéquie 1–6 ; 5–7 | 4           |

## Tennis de table
L'Inde qualifie quatre pongistes. Manika Batra et Soumyajit Ghosh, déjà sélectionnés aux Jeux de Londres, sont retenus en tant que meilleurs joueurs d'Asie du Sud, tandis que Mouma Das, présente aux Jeux de Pékin, et Sharath Kamal Achanta sont qualifiés à l'issue du Tournoi de qualification asiatique de Hong Kong.
| Athlète               | Compétition      | 1er tour                        | 2e tour             | 3e tour             | 4e tour             | 1/16 finale         | Quart de finale     | Demi-finale         | Finale / MB         | Finale / MB |
| Athlète               | Compétition      | Adversaire Résultat             | Adversaire Résultat | Adversaire Résultat | Adversaire Résultat | Adversaire Résultat | Adversaire Résultat | Adversaire Résultat | Adversaire Résultat | Rang        |
| --------------------- | ---------------- | ------------------------------- | ------------------- | ------------------- | ------------------- | ------------------- | ------------------- | ------------------- | ------------------- | ----------- |
| Manika Batra          | Simple dames     | Grzybowska Pologne 2-4          | -                   | -                   | -                   | -                   | -                   | -                   | -                   | -           |
| Mouma Das             | Simple dames     | Dodean Roumanie 0-4             | -                   | -                   | -                   | -                   | -                   | -                   | -                   | -           |
| Sharath Kamal Achanta | Simple messieurs | Crişan Roumanie 1-4             | -                   | -                   | -                   | -                   | -                   | -                   | -                   | -           |
| Soumyajit Ghosh       | Simple messieurs | Tanviriyavechakul Thaïlande 1-4 | -                   | -                   | -                   | -                   | -                   | -                   | -                   | -           |

## Tir
L'Inde qualifie 3 tireuses et 9 tireurs ayant atteint les scores nécessaires à l'issue des Championnats du monde de tir 2014 et 2015, de la Coupe du monde de tir de l'ISSF 2015 et des Championnats d'Asie. La sélection indienne comprend entre autres Abhinav Bindra, médaillé d'or à Pékin dont c'est la quatrième participation à des jeux olympiques, Gagan Narang, médaillé de bronze à Londres, Jitu Rai, champion du monde et Manavjit Singh Sandhu qui participe ainsi à ses quatrième JO.
Les épreuves de tir, qui réunissent 390 participants, ont lieu du 6 au 14 août 2016 au centre national de tir dans le quartier de Deodoro.
Femmes
| Athlète         | Compétition                  | Date   | Qualification | Qualification | Demi-finale | Demi-finale | Finale | Finale |
| Athlète         | Compétition                  | Date   | Points        | Rang          | Points      | Rang        | Points | Rang   |
| --------------- | ---------------------------- | ------ | ------------- | ------------- | ----------- | ----------- | ------ | ------ |
| Apurvi Chandela | Carabine à 10 m air comprimé | 6 août | 411,6         | 34            | NC          | NC          | -      | -      |
| Ayonika Paul    | Carabine à 10 m air comprimé | 6 août | 407,0         | 43            | NC          | NC          | -      | -      |
| Heena Sidhu     | Pistolet à 10 m air comprimé | 7 août | 380           | 14            | NC          | NC          | -      | -      |
| Heena Sidhu     | Pistolet à 25 m              | 9 août | 576           | 20            | -           | -           | -      | -      |

Hommes
| Athlète               | Compétition                  | Date    | Qualification | Qualification | Demi-finale | Demi-finale | Finale | Finale |
| Athlète               | Compétition                  | Date    | Points        | Rang          | Points      | Rang        | Points | Rang   |
| --------------------- | ---------------------------- | ------- | ------------- | ------------- | ----------- | ----------- | ------ | ------ |
| Abhinav Bindra        | Carabine à 10 m air comprimé | 8 août  | 625,7         | 7             | NC          | NC          | 136,8  | 4      |
| Kynan Chenai          | Trap                         | 7 août  | 114           | 19            | -           | -           | -      | -      |
| Mairaj Ahmad Khan     | Skeet                        | 12 août | 121 (+3)      | 9             | -           | -           | -      | -      |
| Prakash Nanjappa      | Pistolet à 50 m              | 10 août | 547           | 25            | NC          | NC          | -      | -      |
| Gagan Narang          | Carabine à 10 m air comprimé | 8 août  | 627,7         | 23            | NC          | NC          | -      | -      |
| Gagan Narang          | Carabine à 50 m tir couché   | 12 août | 623,1         | 13            | NC          | NC          | -      | -      |
| Gagan Narang          | Carabine à 50 m 3 positions  | 14 août | 1162          | 33            | NC          | NC          | -      | -      |
| Jitu Rai              | Pistolet à 10 m air comprimé | 6 août  | 580           | 6             | NC          | NC          | 78,7   | 8      |
| Jitu Rai              | Pistolet à 50 m              | 10 août | 554           | 12            | NC          | NC          | -      | -      |
| Chain Singh           | Carabine à 50 m tir couché   | 12 août | 619,6         | 36            | NC          | NC          | -      | -      |
| Chain Singh           | Carabine à 50 m 3 positions  | 14 août | 1169          | 23            | NC          | NC          | -      | -      |
| Gurpreet Singh        | Pistolet à 10 m air comprimé | 6 août  | 576           | 20            | NC          | NC          | -      | -      |
| Gurpreet Singh        | Pistolet à 25 m tir rapide   | 12 août | 581           | 7             | NC          | NC          | -      | -      |
| Manavjit Singh Sandhu | Trap                         | 7 août  | 115           | 16            | -           | -           | -      | -      |

## Tir à l'arc
L'Inde qualifie trois archères et un archer à la suite des Championnats du monde de tir à l'arc 2015.
Les épreuves de tir à l'arc, où s'affrontent 128 archers, se déroulent au Sambodrome Marquês-de-Sapucaí du 6 au 12 août 2016.
| Athlète                                               | Compétition        | Tour préliminaire | Tour préliminaire | 1er tour              | 2e tour            | 3e tour                | Quarts de finale | Demi-finales     | Finale           | Finale |
| Athlète                                               | Compétition        | Score             | Rang              | Adversaire Score      | Adversaire Score   | Adversaire Score       | Adversaire Score | Adversaire Score | Adversaire Score | Rang   |
| ----------------------------------------------------- | ------------------ | ----------------- | ----------------- | --------------------- | ------------------ | ---------------------- | ---------------- | ---------------- | ---------------- | ------ |
| Atanu Das                                             | Individuel hommes  | 683               | 5                 | Muktan Népal 6-0      | Puentes Cuba 6-4   | Lee S-y Corée Sud 4-6  | non qualifié     | non qualifié     | non qualifié     | 9e     |
| Deepika Kumari                                        | Individuel femmes  | 640               | 20                | Esebua Géorgie 6–4    | Sartori Italie 6–2 | Tan Ya-ting Taïwan 0–6 | non qualifiée    | non qualifiée    | non qualifiée    | 13e    |
| Bombayla Devi Laishram                                | Individuel femmes  | 638               | 24                | Baldauff Autriche 6–2 | Lin S-c Taïwan 6–2 | Valencia Mexique 2–6   | non qualifiée    | non qualifiée    | non qualifiée    | 14e    |
| Laxmirani Majhi                                       | Individuel femmes  | 614               | 43                | Longová Slovaquie 1–7 | non qualifiée      | non qualifiée          | non qualifiée    | non qualifiée    | non qualifiée    | 46e    |
| Deepika Kumari Bombayla Devi Laishram Laxmirani Majhi | Par équipes femmes | 1892              | 7                 | NC                    | NC                 | Colombie 5-3           | Russie 4-5       | non qualifiées   | non qualifiées   | 6e     |